# نوبی استایلز
نوربرت "نوبی" پیتر استایلز (انگلیسی: Norbert "Nobby" Peter Stiles؛ ۱۸ مهٔ ۱۹۴۲ – ۳۰ اکتبر ۲۰۲۰) بازیکن بازنشسته فوتبال و اهل انگلستان بود.
نوبی یکی از مهره های کلیدی تیم قهرمان جام جهانی ۱۹۶۶ بود.